# Усьценець
Усьценець (пол. Uścieniec) — село в Польщі, у гміні Ласкажев Ґарволінського повіту Мазовецького воєводства.
Населення — 220 осіб (2011).
У 1975-1998 роках село належало до Седлецького воєводства.

## Демографія
Демографічна структура станом на 31 березня 2011 року:
|          | Загалом | Допрацездатний вік | Працездатний вік | Постпрацездатний вік |
| -------- | ------- | ------------------ | ---------------- | -------------------- |
| Чоловіки | 111     | 32                 | 71               | 8                    |
| Жінки    | 109     | 25                 | 69               | 15                   |
| Разом    | 220     | 57                 | 140              | 23                   |